# Bryum lepidum
Bryum lepidum là một loài rêu trong họ Bryaceae. Loài này được Wilson mô tả khoa học đầu tiên năm 1857.